# Baarìa
Baarìa (Originaltitel: Baarìa – La porta del vento, Verweistitel: Baaria – Eine italienische Familiengeschichte) ist ein in sizilianischem Dialekt gedrehter italienischer Spielfilm von Giuseppe Tornatore, der am 2. September 2009 die 66. Filmfestspiele von Venedig eröffnete. In den deutschen Kinos wurde der Film erstmals 2010 gezeigt.

## Handlung
Tornatore, der auch das Drehbuch verfasste, schildert in seiner Familiensaga, die sich an seine eigene Familiengeschichte anlehnt, das Leben von drei Generationen auf Sizilien.
Der Film spielt in der Heimat des Regisseurs, in Bagheria in der Metropolitanstadt Palermo. Der italienische Untertitel La Porta del Vento (Das Tor des Windes) verweist nach einer nicht klar bewiesenen etymologischen Deutung auf den arabischen Ursprung des Ortsnamens.
Im Mittelpunkt steht das Liebes- und spätere Ehepaar Peppino und Mannina, aus deren Perspektive die Filmhandlung erzählt wird. Peppino ist der Sohn des Schäfers Ciccio, Vertreter der jüngeren Generation ist Peppinos Sohn Pietro. Allen drei gemeinsam ist das Interesse an Kultur, Kino und Politik. Die Handlung beginnt Ende der 1920er Jahre und endet in den 1980er Jahren.
Die Kindheit der drei Männer wird jeweils geprägt von den unterschiedlichen politischen Umständen wie Faschismus, Zweiter Weltkrieg, Kommunismus in Italien, sizilianische Mafia sowie den politischen und gesellschaftlichen Umwälzungen und Spannungen im Italien der Nachkriegszeit.

## Produktion
Der Film wurde größtenteils in Bagheria, dem Geburtsort Tornatores, gedreht. Baarìa ist die mundartliche Bezeichnung für Bagheria. Einige Episoden entstanden in der Altstadt von Tunis, da das Stadtbild dort optisch eher dem historischen Baarìa entspricht als das Bagheria von heute. Bei den Dreharbeiten wirkten insgesamt rund 35.000 Statisten mit.
Die Originalsprache ist ein Ortsdialekt der sizilianischen Sprache, der nur in Baarìa gesprochen wird. Zur Premiere wurde der Film in einer italienisch synchronisierten Fassung mit leichten sizilianischen Einfärbungen gezeigt. Man wollte so eine Präsentation des Films mit Untertiteln vermeiden und gleichzeitig seinen sizilianischen Charakter bewahren.

## Auszeichnungen und Nominierungen
Der Regisseur Tornatore erhielt auf dem Filmfestival von Venedig 2009 den Francesco-Pasinetti-Award der italienischen Filmjournalisten. Für den Goldenen Löwen des Filmfestivals von Venedig 2010 wurde der Film nominiert, ebenso für die Golden Globe Awards 2010 in der Kategorie Bester fremdsprachiger Film. Anlässlich der Oscarverleihung 2010 kandidierte er als Beitrag Italiens ebenfalls in der Kategorie Bester ausländischer Film (Oscar), wurde jedoch nicht nominiert. 2010 gewann er den Globo d’Oro für die Beste Regie.

## Kritiken
Wie Felicitas Kleiner feststellt, will der Film „zu viel erzählen: vom Faschismus und dem Krieg, vom kargen, handwerklich-bäuerlichen Leben, von Hunger und sozialer Ungerechtigkeit, vom Kommunismus, Familienbeziehungen, der Liebe, den Träumen und Enttäuschungen, von Sizilien, seiner Mentalität und seinen Mythen, schließlich auch noch vom Kino selbst. Baarìa reißt, indem er das Leben von Vater, Sohn und Enkel einer Schäferfamilie von den 1930er-Jahren bis in die 1980er-Jahre Revue passieren lässt, all diese Themen an, bleibt aber überall nur an der Oberfläche und lässt zu viele Fäden der Erzählung lose im Ungefähren enden.“
Petra Reski beurteilt in der ZEIT den Film sehr kritisch. Unter dem Titel „Schöne Typen, vollbusige Weiber, das Licht: honigwarm“ schreibt sie: „"Baaría" verklärt Sizilien, was Berlusconi toll findet, dessen Produktionsfirma den Film produziert hat. Selbst die Tourismusbehörde freut sich – und wohl auch die Mafia.“

## Kontroverse um Tierquälerei
Nachdem Tierschutzorganisationen die Öffentlichkeit darauf aufmerksam gemacht hatten, dass bei den Dreharbeiten des Films Tierquälerei betrieben wurde, gerieten der Film wie auch der Regisseur Giuseppe Tornatore in die Kritik. Für die Aufnahme einer Szene ließ man vor laufender Kamera ein Rind mit einer Ahle niederstechen und verbluten. Die entsprechende Szene wurde in Tunesien gedreht, um das italienische Tierschutzgesetz bzw. Strafgesetz zu umgehen.
Die Tötung des Tieres rief in der Bevölkerung zahlreiche Proteste hervor. Persönlichkeiten aus Kultur und Politik distanzierten sich von dem Film und Verbraucherschutzorganisationen riefen zum Boykott auf. Die älteste und eine der größten Tierschutzorganisation Italiens, die „Ente Nazionale Protezione Animali“ (ENPA), rief zum gänzlichen Rückzug des Films aus allen Kinos auf und reichte bei der Staatsanwaltschaft in Rom eine Strafanzeige ein.
Verurteilt wurde die Tötung des Tieres auch von offizieller Regierungsseite, die sich zudem rechtliche Schritte vorbehielt. Die Untersekretärin des Ministeriums für Arbeit, Gesundheit und Sozialpolitik, Francesca Martini, bezeichnete die Tötung als „schwerwiegende Angelegenheit“. In einer schriftlichen Erklärung schrieb sie unter anderem, dass „eine italienische Kinoproduktion die geltenden Regeln in ihrem Land zu respektieren habe, in Italien als juristische Verpflichtung und im Ausland als moralische Verpflichtung.“